# روش صوريم

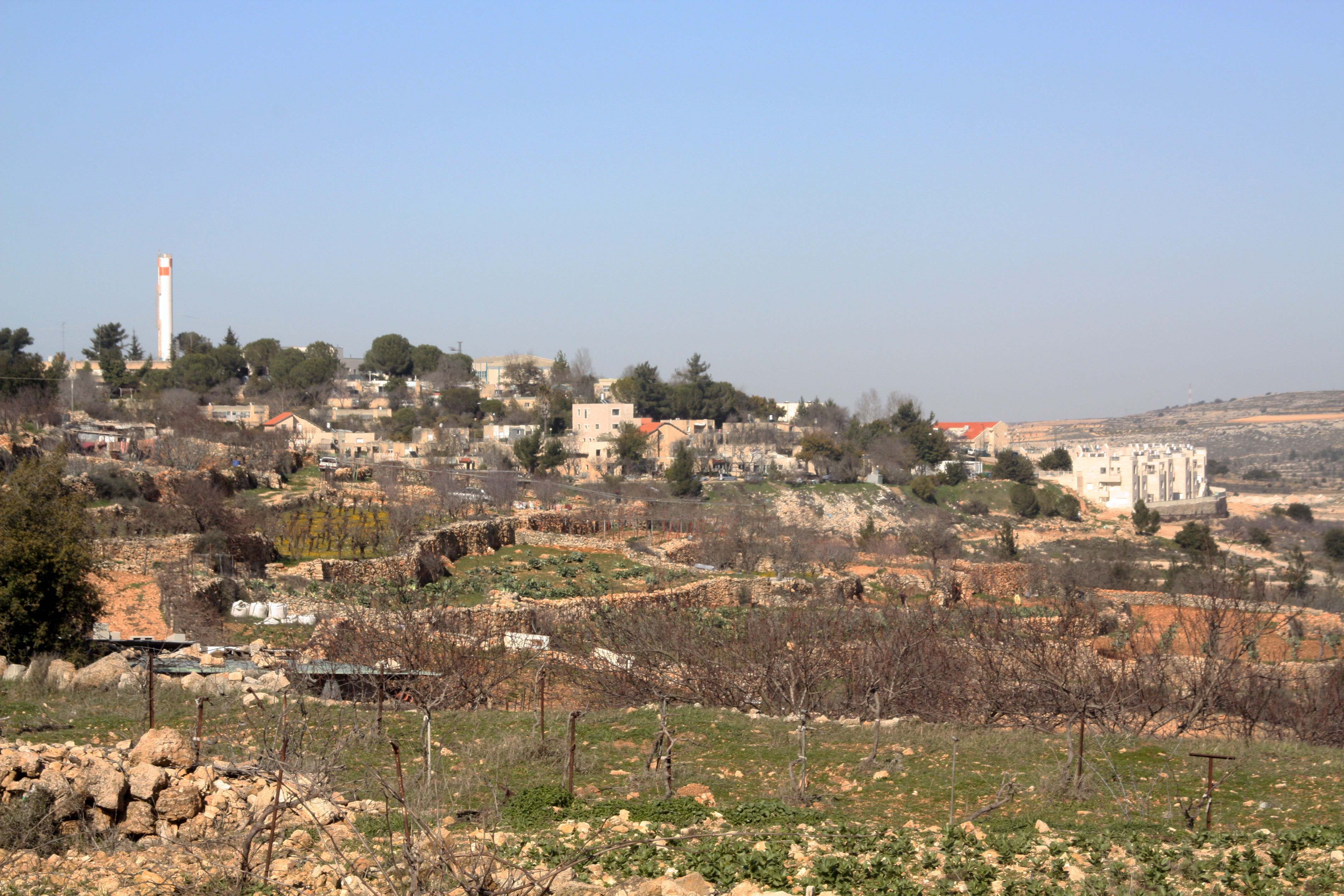
روش صوريم

روش صوريم (بالعبرية: ראש צורים) هي مستوطنة إسرائيلية للمتدينين، تأسست في عام 1969 وتقع في الضفة الغربية. تبعد المستوطنة حوالي 20 كيلومترًا جنوب مدينة القدس و3.9 كيلومتر شرق الخط الأخضر، داخل المنطقة التي يشملها الجدار العازل. روش صوريم تعد جزءًا من حركة الكيبوتسات الدينية، وتقع ضمن اختصاص المجلس الإقليمي "غوش عتسيون". بلغ عدد سكانها في عام 2022 نحو 978 نسمة.
يجدر بالذكر أن المجتمع الدولي يعتبر المستوطنات الإسرائيلية في الضفة الغربية غير قانونية بموجب القانون الدولي، إلا أن الحكومة الإسرائيلية ترفض هذا التفسير.

## التسمية
يُشتق اسم "روش صوريم" من المقطع التوراتي: "لأني أراه من أعلى الصخور"، على غرار القرية المجاورة "غيفعوت".

## تاريخ المستوطنة
وفقًا لمعهد الأبحاث التطبيقية في القدس (ARIJ)، فإن إسرائيل قامت بمصادرة أراضٍ من قريتين فلسطينيتين مجاورتين لإنشاء مستوطنة روش صوريم: 110 دونمات من قرية "نحالين"، و780 دونمًا من "خربة بيت زكريا". تأسست المستوطنة عام 1969 بواسطة أعضاء من حركة الكشافة الدينية "بني عكيفا" وجنود "ناحال". تقع روش صوريم على موقع "بيت زكريا" القديم، وتحتل قمة كانت موقعًا لـ "عين تسوريم"، وهو كيبوتس تعرض للتدمير خلال الحرب العربية الإسرائيلية عام 1948 على يد الفيلق العربي الأردني، قبل أن يتحول لاحقًا إلى منطقة "لاخيش". مرت روش صوريم بعملية خصخصة، حيث تم تحويلها من كيبوتس اشتراكي إلى مستوطنة خاصة، بدءًا من تأجير المنازل المتاحة، ثم بناء حي إضافي يُعرف باسم "نوف صوريم".

## الاقتصاد
يعتمد الاقتصاد المحلي في الكيبوتس على تربية الديوك الرومية، وإنتاج الحليب، وزراعة العنب لصناعة النبيذ، إلى جانب زراعة العديد من الفواكه الأخرى.